# Maroslele
Maroslele là một thị trấn thuộc hạt Csongrád, Hungary. Thị trấn này có diện tích 46,56 km², dân số năm 2010 là 2073 người, mật độ 45 người/km².